# Veliko Orašje
Veliko Orašje (cyr. Велико Орашје) – wieś w Serbii, w okręgu podunajskim, w gminie Velika Plana. W 2011 roku liczyła 2110 mieszkańców.